# 올림픽 카자흐스탄 선수단
올림픽 카자흐스탄 선수단은 카자흐스탄을 대표하여 올림픽에 참가하는 선수단이다. 카자흐스탄은 1994년 독립 국가로 올림픽에 처음 참가한 이후 매 대회마다 선수단을 파견해 왔다. 소련이 해체되기 전, 카자흐 선수들은 소련의 일원으로 올림픽에 출전했고, 1992년에는 단일팀에도 참가했다.
카자흐스탄 국가 올림픽 위원회는 1990년에 창설되어 1993년에 승인을 받았다.

## 같이 보기
- 분류:카자흐스탄의 올림픽 참가 선수

## 참고 자료
- (영어) “Kazakhstan”. SR/Olympic Sports. 2009년 2월 20일에 원본 문서에서 보존된 문서. 2011년 10월 30일에 확인함.